# After Shave (album)
Pour les articles homonymes, voir After Shave.
Albums de Maxime Le Forestier
Les Jours meilleurs Collection «Master Série Collection»
Singles
1. La Septième femme de Barbe-Bleue
Sortie : 1986
2. Les Nuits douces
Sortie : 1987

After Shave est le neuvième album studio de Maxime Le Forestier, sorti en 1986 chez Polydor.
Depuis le début des années 1980, les ventes des albums de Le Forestier accusent une forte baisse, dont notamment Les Jours meilleurs, son précédent opus sorti fin 1983, bien différent de ce qu'on connaissait du chanteur jusqu'ici. L'album déçoit les fans, car la guitare est dans cet album remplacée par le synthétiseur, très à la mode, à l'époque. Le Forestier reviendra, à l'avenir, à la guitare et à la batterie, ou au piano traditionnel.  
Cet album ne fait donc pas exception et subit un échec commercial à sa sortie[réf. nécessaire]. C'est aussi le premier album où on remarque sur la pochette de l'album que Maxime Le Forestier a rasé sa barbe.
L'album ne contient pas de titre marquant, tant et si bien que, par la suite, aucun des titres de cet album ne sera chanté en public par Le Forestier, lors de ses concerts. En fait, la chanson After Shave figure sur le live "Bataclan 1989" ! 

## Listes des titres
Toutes les paroles sont écrites par Maxime Le Forestier sauf où indiqué.
| 1.    | After Shave                          | Guy Delacroix       | 3:30 |
| 2.    | La Septième Femme de Barbe-bleue     | Maxime Le Forestier | 3:27 |
| 3.    | Noé                                  | Maxime Le Forestier | 3:17 |
| 4.    | Signez là                            | Jean-Pierre Sabar   | 2:29 |
| 5.    | Les Photos floues                    | Guy Delacroix       | 4:04 |
| 6.    | Cortèges (paroles de Daniel Tardieu) | Richard Lable       | 1:44 |
| 7.    | Jalousie                             | Maxime Le Forestier | 3:56 |
| 8.    | La Table à songes                    | Maxime Le Forestier | 4:11 |
| 9.    | Le Lézard                            | Maxime Le Forestier | 3:37 |
| 10.   | Le Sommeil des amoureux              | Alain Louvier       | 6:37 |
| 36:52 |                                      |                     |      |